# كريس هارينجتون
كريس هارينجتون (بالإنجليزية: Chris Harrington)‏ (2 مارس 1892 في المملكة المتحدة - 6 مايو 1978 في المملكة المتحدة) هو لاعب كرة قدم بريطاني (وحمل سابقاً جنسية المملكة المتحدة لبريطانيا العظمى وأيرلندا) في مركز الهجوم. لعب مع نادي ساوثبورت ونادي كرو ألكساندرا ونادي ليفربول ونيويورك جاينتس وWigan Borough F.C. ‏ وSouth Liverpool F.C. ‏.